# Nancy Spungen
Nancy Laura Spungen est née le 27 février 1958 à Philadelphie et morte le 12 octobre 1978 à New York.
Elle est connue pour avoir été une groupie des Sex Pistols et la compagne de Sid Vicious.
Nancy Spungen était une enfant émotionnellement instable et a été diagnostiquée schizophrène à 15 ans. Après avoir été renvoyée de l'université, elle déménage à Londres en 1976 à l'apogée du mouvement punk et entame une relation avec Sid Vicious, alors bassiste des Sex Pistols. Après la dissolution du groupe en 1978, le couple s'installe à l'hôtel Chelsea à New York où ils passent la majorité de leur temps à consommer de la drogue.
En octobre 1978, Spungen est retrouvée morte poignardée dans la salle de bains de leur chambre d'hôtel et Vicious est accusé du meurtre. Mais ce dernier meurt d'une surdose d'héroïne en février 1979 alors qu'il était en  liberté sous caution.

## Biographie
Nancy Spungen est la fille de Frank et Déborah Spungen. Sa famille, d'origine juive, fait partie de la classe moyenne américaine.
Enfant hyperactive et violente, elle est envoyée dans des centres spécialisés pour enfants perturbés où elle est suivie par des psychiatres. Souffrant de dépression, elle tente par deux fois de se suicider et commence à consommer de la marijuana. Quittant la demeure familiale à 17 ans pour s'installer à New York, Nancy devient groupie de groupes de musique en vogue. Elle travaille comme strip-teaseuse, se prostitue à l'occasion, et découvre l'héroïne à laquelle elle devient vite accro.
Elle s'envole par la suite à Londres pour suivre les Heartbreakers et, début 1977, rencontre le nouveau bassiste des Sex Pistols, Sid Vicious, qui tombe amoureux d'elle. Leur relation, qui durera 21 mois, est ponctuée de violences et d'abus de drogues. C'est Nancy qui est supposée avoir fait découvrir l'héroïne à son compagnon.
Après l'implosion des Sex Pistols en janvier 1978 et l'unique concert, le 15 août à Camden Town, du groupe Vicious White Kids éphémèrement constitué pour gagner l'argent d'un retour à New York, le couple quitte Londres le 24 août,.
Le 12 octobre, à 10h30, Nancy Spungen est retrouvée morte, en sous-vêtements,, dans la salle de bains de la chambre 100 du célèbre hôtel Chelsea de New York, qu'elle partageait avec Sid Vicious : elle est décédée des suites d'une blessure dans la région de l'estomac, provoquée par un couteau que son compagnon avait acheté la veille. Aussitôt arrêté, Sid Vicious est rapidement relâché après paiement d'une forte caution. Il mourra quelques mois plus tard d'une surdose de stupéfiants, sans que la vérité sur la mort de la jeune fille ait été clairement établie. 
La mort de Nancy reste un mystère. Sa mère a par la suite écrit un livre And I Don’t Want to Live This Life: A Mother's Story of Her Daughter's Murder dans lequel elle révèle que sa fille souffrait de schizophrénie paranoïde. Le 26 juin 1979, le groupe Misfits enregistre l'album Horror Business en sa mémoire.

## Au cinéma
- Le film Sid et Nancy d'Alex Cox, avec Chloe Webb dans le rôle de Nancy Spungen, sort en 1986[8].

- L'histoire de Sid Vicious et Nancy Spungen est parodiée en 2007-2008 dans le 12e épisode de la saison 19 des Simpsons, L'Amour à la springfieldienne, le rôle de Sid Vicious étant joué par Nelson et celui de Nancy par Lisa.

- Alan Parker réalise un documentaire intitulé Who Killed Nancy qui sort au Royaume-Uni le 6 février 2009 et à Greenwich Village en 2010.

- Dans la série Pistol (2022, dir. Danny Boyle), Nancy est interprétée par Emma Appleton.